# 2020年東京オリンピックのハンガリー選手団
2020年東京オリンピックのハンガリー選手団は、2021年7月23日から8月8日にかけて日本の首都東京で開催された2020年東京オリンピックのハンガリー選手団、およびその競技結果。

## メダル
| メダル | 選手名 | 競技               | 種目                                 | 日付    |
| ------ | --- | ------------------ | ------------------------------------ | ------- |
| 金     | シラージ・アーロン | フェンシング       | 男子サーブル個人                     | 7月24日 |
| 金     | ミラーク・クリシュトーフ | 競泳               | 男子200mバタフライ                   | 7月28日 |
| 金     | コパス・バーリント | カヌー             | 男子スプリント・カヤック（K-1）1000m | 8月3日  |
| 金     | レーリンツ・タマーシュ | レスリング         | 男子グレコローマンスタイル77kg級     | 8月3日  |
| 金     | トートカ・シャーンドル | カヌー             | 男子スプリント・カヤック（K-1）200m  | 8月5日  |
| 金     | ボドニ・ドーラ チペシュ・タマラ カーラース・アンナ コザーク・ダヌタ | カヌー             | 女子スプリント・カヤック（K-4）500m  | 8月7日  |
| 銀     | シクローシ・ゲルゲイ | フェンシング       | 男子エペ個人                         | 7月25日 |
| 銀     | ミラーク・クリシュトーフ | 競泳               | 男子100mバタフライ                   | 7月31日 |
| 銀     | バルガ・アーダーム | カヌー             | 男子スプリント・カヤック（K-1）1000m | 8月3日  |
| 銀     | ベレツ・ジョンボル | セーリング         | 男子フィン級                         | 8月3日  |
| 銀     | レーリンツ・ビクトル | レスリング         | 男子グレコローマンスタイル87kg級     | 8月4日  |
| 銀     | ラショフスキー・クリシュトーフ | マラソンスイミング | 男子10kmマラソンスイミング           | 8月5日  |
| 銀     | チペシュ・タマラ | カヌー             | 女子スプリント・カヤック（K-1）500m  | 8月5日  |
| 銅     | シラージ・アーロン サトマーリ・アンドラーシュ デチ・タマーシュ ゲーメシ・チャナード | フェンシング       | 男子サーブル団体                     | 7月28日 |
| 銅     | トート・クリスティアーン | 柔道               | 男子90kg級                           | 7月28日 |
| 銅     | ボドニ・ドーラ コザーク・ダヌタ | カヌー             | 女子スプリント・カヤック（K-2）500m  | 8月3日  |
| 銅     | コバーチ・シャロルタ | 近代五種           | 女子                                 | 8月6日  |
| 銅     | ハールシュパタキ・ガーボル | 空手               | 男子組手75kg級                       | 8月6日  |
| 銅     | 水球女子ハンガリー代表： ガングル・エディナ シラージ・ドロッチャ バーイ・バンダ グリシャティ・グレータ シューチ・ガブリエラ パルケシュ・レベッツァ イッレーシュ・アンナ ケストヘイ・リタ レイメテル・ドーラ ジェンジェッシー・アニコー リバンシュカー・ナタシャ ガルダ・クリスティナ マジャリ・アルダ                     | 水球               | 女子                                 | 8月7日  |
| 銅     | 水球男子ハンガリー代表： ナジ・ビクトル アンジャル・ダーニエル マンヘルツ・クリスティアーン ザラーンキ・ゲルゲー バーモシュ・マールトン ホシュニャーンスキー・ノルベルト パーストル・マーチャーシュ ヤンシク・シラールド エルデーイ・バラージュ バルガ・デーネシュ メゼイ・タマーシュ ハーライ・バラージュ ボゲル・ショマ | 水球               | 男子                                 | 8月8日  |

## 射撃
- 3名[1]